# Erika (Vorname)
Erika ist ein weiblicher Vorname, die weibliche Form des männlichen Vornamens Erik.

## Namenstag
Der Namenstag von Erika ist der 18. Mai.

## Varianten
- deutsch: Erica, Ericka, Erika
- finnisch: Eerika
- japanisch: エリカ (Katakana-Schrift), えりか (Hiragana-Schrift), diverse Kanji-Varianten und Kombinationen (jeweils Erika gelesen)
- polnisch: Eryka

## Namensträgerinnen
- Erika Abels d’Albert (1896–1975), österreichische Malerin, Grafikerin und Modeentwerferin
- Erika Áts (1934–2020), ungarische Dichterin und Übersetzerin
- Erika Berger (1939–2016), deutsche Fernsehmoderatorin und Autorin
- Erika Bestenreiner (* 1926), österreichische Publizistin
- Erika Bordag-Wettengel (1921–1975), deutsche Gesellschaftswissenschaftlerin und Turmspringerin
- Erika Gräfin von Brockdorff (1911–1943), deutsche Widerstandskämpferin
- Erika Burkart (1922–2010), Schweizer Schriftstellerin
- Erika Christensen (* 1982), US-amerikanische Schauspielerin
- Erika Cremer (1900–1996), deutsche Physikerin
- Erika Dannhoff (1909–1996), deutsche Schauspielerin
- Erika Dobong'na, Künstlername Princess Erika (* 1964),  französische Sängerin und Schauspielerin
- Erika Eleniak (* 1969), US-amerikanische Schauspielerin und Model
- Erika Emmerich (1934–2022), deutsche Juristin und Verbandspräsidentin
- Erika Fatland (* 1983), norwegische Autorin und Sozialanthropologin
- Erika Fisch (1934–2021), deutsche Leichtathletin
- Erika Fuchs (1906–2005), deutsche Übersetzerin, nach der der Erikativ benannt ist
- Erika Hanfstaengl (1912–2003), deutsche Kunsthistorikerin
- Erika Heß (1934–1986), deutsche Politikerin
- Erika Hess (* 1962), Schweizer Skirennfahrerin
- Erika Karata (* 1997), japanische Schauspielerin
- Erika Kasahara (* 1990), japanische Taekwondoin
- Erika Kliokmanaitė (* 1985), litauische Volleyballspielerin
- Erika Kinsey (* 1988), schwedische Hochspringerin
- Erika Körner (1902–1979), deutsch-österreichische Schauspielerin und Sängerin
- Erika Köth (1925–1989), deutsche Sängerin (Sopran)
- Erika Kuročkina (* 1989), Politikerin, Vizeministerin der Wirtschaft
- Erika Lenz (* 1942), deutsche Hauswirtschaftsleiterin und Präsidentin des Deutschen Landfrauenverbandes
- Erika Linder (* 1990), schwedisches Model und Schauspielerin
- Erika Mahringer (1924–2018), österreichische Skirennläuferin
- Erika Mann (1905–1969), deutsche Schauspielerin, Kabarettistin und Schriftstellerin
- Erika Sofia Mongelos Bobadilla (* 1996), paraguayische Beachvolleyballspielerin
- Erika Netzer (1937–1977), österreichische Skirennläuferin, Vize-Weltmeisterin
- Erika Pieler (* 1977), österreichische Klassische Archäologin und Juristin
- Erika Pluhar (* 1939), österreichische Schauspielerin, Sängerin und Autorin
- Erika Sainte (* 1981), belgische Schauspielerin
- Erika Salumäe (* 1962), estnische Radrennfahrerin
- Érika Cristiano dos Santos (* 1988), brasilianische Fußballspielerin
- Erika Sawajiri (* 1986), japanisches Model, Schauspielerin und Sängerin
- Erika Sema (* 1988), japanische Tennisspielerin
- Erika Simon (1927–2019), deutsche Klassische Archäologin
- Erika Steinbach (* 1943), deutsche Politikerin, Vertriebenfunktionärin
- Erika Stiska (1926–2016), deutsche Schauspielerin
- Erika Streit (1910–2011), Schweizer Malerin, Grafikerin und Zeichnerin
- Erika Weinzierl (1925–2014), österreichische Historikerin
- Erika Zuchold (1947–2015), deutsche Turnerin